# KNVB Beker 2014/15 (vrouwen)
De 35e editie van de KNVB Beker voor vrouwen ging op 23 augustus 2014 van start met de groepsfase met tien groepen. In de tweede ronde stroomden de BeNe League-teams in en begon tevens de knock-outfase. De finale vond plaats op 13 mei, waarin FC Twente titelhouder Ajax met 3-2 versloeg.
Districtsbekers
De zes districtbekerwinnaars (KNVB Beker Categorie A) van dit seizoen waren SC Stiens (Noord), FC Berghuizen (Oost), VVIJ (West I), Ter Leede-2 (West II), SteDoCo (Zuid I) en Venlosche Boys (Zuid II).

## Landelijke beker
Opzet
Deze editie van de KNVB Beker voor vrouwen begon met de groepsfase van tien poules. Vanaf de tweede ronde volgde de knock-outfase en stroomden tevens de zeven BeNe League-teams in.

### Deelnemers
Er namen dit seizoen 44 clubteams deel. Zeven clubs uit de Women's BeNe League en 37 amateurverenigingen.
| Competitie           | Clubs              | Clubs           | Clubs            | Clubs              |
| -------------------- | ------------------ | --------------- | ---------------- | ------------------ |
| Women's BeNe League  | ADO Den Haag       | sc Heerenveen   | PSV/FC Eindhoven | FC Twente          |
| Women's BeNe League  | Ajax               | PEC Zwolle      | SC Telstar VVNH  |                    |
| Topklasse            | SV Saestum         | RKHVV           | SC Buitenveldert | ASV Wartburgia     |
| Topklasse            | Fortuna Wormerveer | Jong FC Twente  | Ter Leede        | DTS Ede            |
| Topklasse            | Fortuna Sittard    | RCL             | VV Reiger Boys   | Oranje Nassau      |
| Hoofdklasse Zaterdag | vv SSS             | BVV Barendrecht | VV Heerenveen    | VIOD               |
| Hoofdklasse Zaterdag | Be Quick '28       | Odysseus '91    | CVV Zwervers     | The Knickerbockers |
| Hoofdklasse Zaterdag | RVVH               | VV Rhoon        | SC Klarenbeek    | Heerenveense Boys  |
| Hoofdklasse Zaterdag | SV Saestum–2       |                 |                  |                    |
| Hoofdklasse Zondag   | EVV Eindhoven AV   | VV Eldenia      | VV DSE           | SC Buitenveldert–2 |
| Hoofdklasse Zondag   | RKSV Nuenen        | SC 't Zand      | FC Gelre         | SV Venray          |
| Hoofdklasse Zondag   | SC Woezik          | Prinses Irene   | VV Kolping Boys  | SV Someren         |

Legenda
| Kleur | Resultaat                           |
| ----- | ----------------------------------- |
|       | Winnaar                             |
|       | Verliezend finalist                 |
|       | Uitgeschakeld in de halve finales   |
|       | Uitgeschakeld in de kwartfinales    |
|       | Uitgeschakeld in de achtste finales |
|       | Uitgeschakeld in de tussenronde     |
|       | Uitgeschakeld in de groepsfase      |

### Groepsfase
Speeldata
| Fase       | Ronde      | speeldata              |
| ---------- | ---------- | ---------------------- |
| Groepsfase | Speeldag 1 | 28 en 30 augustus 2014 |
| Groepsfase | Speeldag 2 | 18 en 19 oktober 2014  |
| Groepsfase | Speeldag 3 | 15 en 16 november 2014 |

Legenda
| # | Reden                                        |
| - | -------------------------------------------- |
|   | Heeft zich geplaatst voor de volgende ronde. |

#### Poule 1
| # | Club          | Wedstrijden | Wedstrijden | Wedstrijden | Wedstrijden | Doelpunten | Doelpunten | Doelpunten | Punten |
| - | ------------- | ----------- | ----------- | ----------- | ----------- | ---------- | ---------- | ---------- | ------ |
| # | Club          | G           | W           | G           | V           | V          | T          | Saldo      | Punten |
| 1 | SV Saestum    | 2           | 2           | 0           | 0           | 14         | 2          | +12        | 6      |
| 2 | Prinses Irene | 3           | 2           | 0           | 1           | 9          | 11         | −2         | 6      |
| 3 | CVV Zwervers  | 1           | 0           | 0           | 1           | 2          | 4          | −2         | 0      |
| 4 | SC Woezik     | 2           | 0           | 0           | 2           | 4          | 12         | −8         | 0      |

* CVV Zwervers is uit de groep gestapt;
* Wedstrijd tussen Woezik en SV Saestum is geannuleerd.

#### Poule 2
| # | Club          | Wedstrijden | Wedstrijden | Wedstrijden | Wedstrijden | Doelpunten | Doelpunten | Doelpunten | Punten |
| - | ------------- | ----------- | ----------- | ----------- | ----------- | ---------- | ---------- | ---------- | ------ |
| # | Club          | G           | W           | G           | V           | V          | T          | Saldo      | Punten |
| 1 | Oranje Nassau | 3           | 2           | 1           | 0           | 10         | 5          | +5         | 7      |
| 2 | Be Quick '28  | 3           | 2           | 0           | 1           | 11         | 5          | +6         | 6      |
| 3 | SC Klarenbeek | 3           | 0           | 2           | 1           | 2          | 7          | −5         | 2      |
| 4 | FC Gelre      | 3           | 0           | 1           | 2           | 3          | 9          | −6         | 1      |

#### Poule 3
| # | Club          | Wedstrijden | Wedstrijden | Wedstrijden | Wedstrijden | Doelpunten | Doelpunten | Doelpunten | Punten |
| - | ------------- | ----------- | ----------- | ----------- | ----------- | ---------- | ---------- | ---------- | ------ |
| # | Club          | G           | W           | G           | V           | V          | T          | Saldo      | Punten |
| 1 | DTS Ede       | 3           | 2           | 0           | 1           | 7          | 7          | +0         | 6      |
| 2 | SV Saestum–2  | 3           | 2           | 0           | 1           | 6          | 7          | −1         | 6      |
| 3 | VV Heerenveen | 3           | 1           | 1           | 1           | 9          | 5          | +4         | 4      |
| 4 | VV Eldenia    | 3           | 0           | 1           | 2           | 4          | 7          | −3         | 1      |

#### Poule 4
| # | Club               | Wedstrijden | Wedstrijden | Wedstrijden | Wedstrijden | Doelpunten | Doelpunten | Doelpunten | Punten |
| - | ------------------ | ----------- | ----------- | ----------- | ----------- | ---------- | ---------- | ---------- | ------ |
| # | Club               | G           | W           | G           | V           | V          | T          | Saldo      | Punten |
| 1 | Jong FC Twente     | 3           | 3           | 0           | 0           | 12         | 3          | +9         | 9      |
| 2 | The Knickerbockers | 3           | 1           | 1           | 1           | 7          | 6          | +1         | 4      |
| 3 | Odysseus '91       | 3           | 1           | 1           | 1           | 4          | 5          | −1         | 4      |
| 4 | Heerenveense Boys  | 3           | 0           | 0           | 3           | 1          | 10         | −9         | 0      |

#### Poule 5
| # | Club             | Wedstrijden | Wedstrijden | Wedstrijden | Wedstrijden | Doelpunten | Doelpunten | Doelpunten | Punten |
| - | ---------------- | ----------- | ----------- | ----------- | ----------- | ---------- | ---------- | ---------- | ------ |
| # | Club             | G           | W           | G           | V           | V          | T          | Saldo      | Punten |
| 1 | SC Buitenveldert | 2           | 2           | 0           | 0           | 5          | 2          | +3         | 6      |
| 2 | VV Reiger Boys   | 3           | 2           | 0           | 1           | 4          | 2          | +2         | 6      |
| 3 | VIOD             | 3           | 1           | 0           | 2           | 4          | 6          | −1         | 3      |
| 4 | VV Kolping Boys  | 2           | 0           | 0           | 2           | 1          | 4          | −3         | 0      |

* Wedstrijd tussen Buitenveldert en Kolping Boys is geannuleerd.

#### Poule 6
| # | Club               | Wedstrijden | Wedstrijden | Wedstrijden | Wedstrijden | Doelpunten | Doelpunten | Doelpunten | Punten |
| - | ------------------ | ----------- | ----------- | ----------- | ----------- | ---------- | ---------- | ---------- | ------ |
| # | Club               | G           | W           | G           | V           | V          | T          | Saldo      | Punten |
| 1 | RVVH               | 2           | 2           | 0           | 0           | 9          | 2          | +7         | 6      |
| 2 | Fortuna Wormerveer | 1           | 0           | 0           | 1           | 1          | 3          | −2         | 0      |
| 3 | EVV Eindhoven AV   | 1           | 0           | 0           | 1           | 1          | 6          | −5         | 0      |

#### Poule 7
| # | Club               | Wedstrijden | Wedstrijden | Wedstrijden | Wedstrijden | Doelpunten | Doelpunten | Doelpunten | Punten |
| - | ------------------ | ----------- | ----------- | ----------- | ----------- | ---------- | ---------- | ---------- | ------ |
| # | Club               | G           | W           | G           | V           | V          | T          | Saldo      | Punten |
| 1 | ASV Wartburgia     | 3           | 3           | 0           | 0           | 7          | 2          | +5         | 9      |
| 2 | Ter Leede          | 3           | 2           | 0           | 1           | 10         | 3          | +7         | 6      |
| 3 | SC Buitenveldert–2 | 3           | 1           | 0           | 2           | 6          | 11         | −5         | 3      |
| 4 | VV Rhoon           | 3           | 0           | 0           | 3           | 4          | 11         | −7         | 0      |

#### Poule 8
| # | Club            | Wedstrijden | Wedstrijden | Wedstrijden | Wedstrijden | Doelpunten | Doelpunten | Doelpunten | Punten |
| - | --------------- | ----------- | ----------- | ----------- | ----------- | ---------- | ---------- | ---------- | ------ |
| # | Club            | G           | W           | G           | V           | V          | T          | Saldo      | Punten |
| 1 | Fortuna Sittard | 3           | 3           | 0           | 0           | 10         | 5          | +5         | 9      |
| 2 | vv SSS          | 3           | 1           | 1           | 1           | 11         | 6          | +5         | 4      |
| 3 | SC 't Zand      | 3           | 1           | 1           | 1           | 6          | 4          | +2         | 4      |
| 4 | SV Someren      | 3           | 0           | 0           | 3           | 1          | 13         | −12        | 0      |

#### Poule 9
| # | Club            | Wedstrijden | Wedstrijden | Wedstrijden | Wedstrijden | Doelpunten | Doelpunten | Doelpunten | Punten |
| - | --------------- | ----------- | ----------- | ----------- | ----------- | ---------- | ---------- | ---------- | ------ |
| # | Club            | G           | W           | G           | V           | V          | T          | Saldo      | Punten |
| 1 | RCL             | 2           | 2           | 0           | 0           | 7          | 1          | +6         | 6      |
| 2 | BVV Barendrecht | 1           | 0           | 0           | 1           | 1          | 3          | −2         | 0      |
| 3 | VV DSE          | 1           | 0           | 0           | 1           | 0          | 4          | −4         | 0      |

#### Poule 10
| # | Club        | Wedstrijden | Wedstrijden | Wedstrijden | Wedstrijden | Doelpunten | Doelpunten | Doelpunten | Punten |
| - | ----------- | ----------- | ----------- | ----------- | ----------- | ---------- | ---------- | ---------- | ------ |
| # | Club        | G           | W           | G           | V           | V          | T          | Saldo      | Punten |
| 1 | RKHVV       | 2           | 1           | 1           | 0           | 5          | 2          | +3         | 4      |
| 2 | RKSV Nuenen | 2           | 1           | 1           | 0           | 5          | 2          | +3         | 4      |
| 3 | SV Venray   | 2           | 0           | 0           | 2           | 2          | 8          | −6         | 0      |

* De beslissingwedstrijd tussen RKSV Nuenen en RKHVV eindigde in 0-4, hierdoor ging RKHVV door naar de achtste finales.

### Tussenronde
Voor deze fase werden onder de tien groepswinnaars twee teams geloot die het tegen elkaar moesten opnemen voor een plaats bij de laatste zestien. De overige acht groepswinnaars gingen direct door naar de laatste zestien.
| Datum       | Team             | Uitslag | Team            |
| ----------- | ---------------- | ------- | --------------- |
| 20 december | SC Buitenveldert | *       | Fortuna Sittard |

* Wedstrijd niet gespeeld. Fortuna Sittard trok zich terug.
| Clubs met een bye | Clubs met een bye | Clubs met een bye | Clubs met een bye |
| ----------------- | ----------------- | ----------------- | ----------------- |
| SV Saestum        | Oranje Nassau     | DTS Ede           | Jong FC Twente    |
| RVVH              | ASV Wartburgia    | RCL               | RKHVV             |

### Achtste finales
In deze fase streden de instromende zeven teams van de Women's BeNe League tegen de acht vrijgelote groepswinnaars en de winnaar van de tussenronde. Vooraf was bepaald dat de Eredivisie-clubs niet tegen elkaar konden loten en dat de amateurverenigingen thuis spelen. De wedstrijden werden gespeeld op 14 februari.
|                        |                  |                  |                                                                                            |                                    |
| 14 februari 2015 13:00 | RKHVV            | 1 – 5 (0 – 2)    | sc Heerenveen *                                                                            | Stadion: De Blauwenburcht, Huissen |
| 14 februari 2015 13:00 | 82' Diede Baghus | Wedstrijdverslag | 37' Charissa Burgwal 39' Sylvia Smit 53' Sylvia Smit 63' Simone Kets 70' Michaela Johnsson | Stadion: De Blauwenburcht, Huissen |
| 14 februari 2015 13:00 |                  |                  |                                                                                            | Stadion: De Blauwenburcht, Huissen |
| 14 februari 2015 13:00 |                  |                  |                                                                                            | Stadion: De Blauwenburcht, Huissen |
|                        |                  |                  |                                                                                            |                                    |

|                        |                                                              |                  | |                                           |
| 14 februari 2015 14:00 | RVVH                                                         | 3 – 9 (1 – 4)    | SC Telstar VVNH * | Stadion: Sportpark Ridderkerk, Ridderkerk |
| 14 februari 2015 14:00 | 30' Nikki de Roest 85' Sharella Hunt 90' Manuela Grootenboer | Wedstrijdverslag | 3' Linda Bakker 9' Kirsten Koopmans 13' Linda Bakker 37' Dominique Bruinenberg 52' Linda Bakker 69' Kirsten Koopmans 73' Stefanie van der Gragt 89' Babiche Roof 90' Kirsten Koopmans | Stadion: Sportpark Ridderkerk, Ridderkerk |
| 14 februari 2015 14:00 |                                                              |                  | | Stadion: Sportpark Ridderkerk, Ridderkerk |
| 14 februari 2015 14:00 |                                                              |                  | | Stadion: Sportpark Ridderkerk, Ridderkerk |
|                        |                                                              |                  | |                                           |

|                        |         |                  |                                                                        |                                   |
| 14 februari 2015 14:30 | DTS Ede | 0 – 4 (0 – 2)    | AFC Ajax *                                                             | Stadion: Sportpark Inschoten, Ede |
| 14 februari 2015 14:30 |         | Wedstrijdverslag | 14' Inessa Kaagman 22' Loïs Oudemast 56' Inessa Kaagman 80' Alex Melin | Stadion: Sportpark Inschoten, Ede |
| 14 februari 2015 14:30 |         |                  |                                                                        | Stadion: Sportpark Inschoten, Ede |
| 14 februari 2015 14:30 |         |                  |                                                                        | Stadion: Sportpark Inschoten, Ede |
|                        |         |                  |                                                                        |                                   |

|                        |                       |                                                     |                                                                                          |                                             |
| 14 februari 2015 14:30 | SC Buitenveldert      | 1 – 4 (1 – 2)                                       | PSV/FC Eindhoven *                                                                       | Stadion: Sportpark Buitenveldert, Amsterdam |
| 14 februari 2015 14:30 | 16' Frédérique Bonink | Wedstrijdverslag Buitenveldert Wedstrijdverslag PSV | 18' Nadia Coolen 23' Daniëlle van de Donk 54' Sylke Calleeuw 86' Joyce Overkleeft (e.d.) | Stadion: Sportpark Buitenveldert, Amsterdam |
| 14 februari 2015 14:30 |                       |                                                     |                                                                                          | Stadion: Sportpark Buitenveldert, Amsterdam |
| 14 februari 2015 14:30 |                       |                                                     |                                                                                          | Stadion: Sportpark Buitenveldert, Amsterdam |
|                        |                       |                                                     |                                                                                          |                                             |

|                        |                                    |                  |     |                                              |
| 14 februari 2015 14:30 | Jong FC Twente *                   | 2 – 0 (1 – 0)    | RCL | Stadion: FC Twente-trainingscentrum, Hengelo |
| 14 februari 2015 14:30 | 10' Melanie Kok 58' Maxime Bennink | Wedstrijdverslag |     | Stadion: FC Twente-trainingscentrum, Hengelo |
| 14 februari 2015 14:30 |                                    |                  |     | Stadion: FC Twente-trainingscentrum, Hengelo |
| 14 februari 2015 14:30 |                                    |                  |     | Stadion: FC Twente-trainingscentrum, Hengelo |
|                        |                                    |                  |     |                                              |

|                        |                     |                  |                                                                             |                                           |
| 14 februari 2015 14:30 | SV Saestum          | 1 – 4 (1 – 2)    | FC Twente *                                                                 | Stadion: Sportpark aan de Noordweg, Zeist |
| 14 februari 2015 14:30 | 34' Vanessa Susanna | Wedstrijdverslag | 17' Ellen Jansen 31' Maayke Heuver 85' Maud Roetgering (p) 88' Yana Daniëls | Stadion: Sportpark aan de Noordweg, Zeist |
| 14 februari 2015 14:30 |                     |                  |                                                                             | Stadion: Sportpark aan de Noordweg, Zeist |
| 14 februari 2015 14:30 |                     |                  |                                                                             | Stadion: Sportpark aan de Noordweg, Zeist |
|                        |                     |                  |                                                                             |                                           |

|                        |                |                  |                                                                                     |                                        |
| 14 februari 2015 14:30 | ASV Wartburgia | 0 – 4 (0 – 1)    | ADO Den Haag *                                                                      | Stadion: Sportpark Drieburg, Amsterdam |
| 14 februari 2015 14:30 |                | Wedstrijdverslag | 37' Michelle Vrieling 55' Tessa Oudejans 68' Renate Jansen 70' Franca van de Kuilen | Stadion: Sportpark Drieburg, Amsterdam |
| 14 februari 2015 14:30 |                |                  |                                                                                     | Stadion: Sportpark Drieburg, Amsterdam |
| 14 februari 2015 14:30 |                |                  |                                                                                     | Stadion: Sportpark Drieburg, Amsterdam |
|                        |                |                  |                                                                                     |                                        |

|                        |                                       |                  |                                                                                  |                                            |
| 14 februari 2015 15:00 | Oranje Nassau                         | 2 – 4 (0 – 2)    | PEC Zwolle *                                                                     | Stadion: Sportpark Coendersborg, Groningen |
| 14 februari 2015 15:00 | 58' Nathalie Kothai 79' Jitske Jansen | Wedstrijdverslag | 2' Yvette van Daelen 20' Joyce Mijnheer 49' Joyce Mijnheer 73' Rebecca Doejaaren | Stadion: Sportpark Coendersborg, Groningen |
| 14 februari 2015 15:00 |                                       |                  |                                                                                  | Stadion: Sportpark Coendersborg, Groningen |
| 14 februari 2015 15:00 |                                       |                  |                                                                                  | Stadion: Sportpark Coendersborg, Groningen |
|                        |                                       |                  |                                                                                  |                                            |

### Kwartfinales
|                     | |                  |                        |                                    |
| 13 maart 2015 19:30 | ADO Den Haag *                                                                                        | 5 – 1 (2 – 1)    | PEC Zwolle             | Stadion: Kyocera Stadion, Den Haag |
| 13 maart 2015 19:30 | 39' Renate Jansen 41' Franca van de Kuilen 53' Lineth Beerensteyn 75' Renate Jansen 84' Vesna Veltrop | Wedstrijdverslag | 32' Sharon Bruinenberg | Stadion: Kyocera Stadion, Den Haag |
| 13 maart 2015 19:30 | |                  |                        | Stadion: Kyocera Stadion, Den Haag |
| 13 maart 2015 19:30 | |                  |                        | Stadion: Kyocera Stadion, Den Haag |
|                     | |                  |                        |                                    |

|                     |                |                  |                                                                                    |                                              |
| 14 maart 2015 14:30 | Jong FC Twente | 0 – 4 (0 – 1)    | SC Telstar VVNH *                                                                  | Stadion: FC Twente-trainingscentrum, Hengelo |
| 14 maart 2015 14:30 |                | Wedstrijdverslag | 2' Priscilla de Vos 55' Kirsten Koopmans 60' Kirsten Koopmans 67' Priscilla de Vos | Stadion: FC Twente-trainingscentrum, Hengelo |
| 14 maart 2015 14:30 |                |                  |                                                                                    | Stadion: FC Twente-trainingscentrum, Hengelo |
| 14 maart 2015 14:30 |                |                  |                                                                                    | Stadion: FC Twente-trainingscentrum, Hengelo |
|                     |                |                  |                                                                                    |                                              |

|                     |               |                  | |                                             |
| 14 maart 2015 15:00 | sc Heerenveen | 0 – 4 (0 – 1)    | AFC Ajax *                                                                                          | Stadion: Sportpark Skoatterwâld, Heerenveen |
| 14 maart 2015 15:00 |               | Wedstrijdverslag | 38' Claudia van den Heiligenberg 70' Marlous Pieëte 72' Desiree van Lunteren (p) 76' Marlous Pieëte | Stadion: Sportpark Skoatterwâld, Heerenveen |
| 14 maart 2015 15:00 |               |                  | | Stadion: Sportpark Skoatterwâld, Heerenveen |
| 14 maart 2015 15:00 |               |                  | | Stadion: Sportpark Skoatterwâld, Heerenveen |
|                     |               |                  | |                                             |

|                     |                  |                  |                                 |                                 |
| 14 maart 2015 18:30 | PSV/FC Eindhoven | 0 – 2 (0 – 0)    | FC Twente *                     | Stadion: De Herdgang, Eindhoven |
| 14 maart 2015 18:30 |                  | Wedstrijdverslag | 60' Ellen Jansen 62' Jill Roord | Stadion: De Herdgang, Eindhoven |
| 14 maart 2015 18:30 |                  |                  |                                 | Stadion: De Herdgang, Eindhoven |
| 14 maart 2015 18:30 |                  |                  |                                 | Stadion: De Herdgang, Eindhoven |
|                     |                  |                  |                                 |                                 |

### Halve finales
|                     |                 |                  |                    |                                          |
| 11 april 2015 19:30 | SC Telstar VVNH | 0 – 1 (0 – 0)    | AFC Ajax *         | Stadion: Velsen-Zuid, Tata Steel Stadion |
| 11 april 2015 19:30 |                 | Wedstrijdverslag | 73' Marlous Pieëte | Stadion: Velsen-Zuid, Tata Steel Stadion |
| 11 april 2015 19:30 |                 |                  |                    | Stadion: Velsen-Zuid, Tata Steel Stadion |
| 11 april 2015 19:30 |                 |                  |                    | Stadion: Velsen-Zuid, Tata Steel Stadion |
|                     |                 |                  |                    |                                          |

|                     |                                    |                                   |                                               |                                              |
| 11 april 2015 19:45 | FC Twente *                        | 2 – 2 (1 – 0, 2 – 2) (4 – 3 pen.) | ADO Den Haag                                  | Stadion: FC Twente-trainingscentrum, Hengelo |
| 11 april 2015 19:45 | 25' Maayke Heuver 69' Anouk Dekker | Wedstrijdverslag                  | 55' Lineth Beerensteyn 57' Lineth Beerensteyn | Stadion: FC Twente-trainingscentrum, Hengelo |
| 11 april 2015 19:45 |                                    |                                   |                                               | Stadion: FC Twente-trainingscentrum, Hengelo |
| 11 april 2015 19:45 |                                    |                                   |                                               | Stadion: FC Twente-trainingscentrum, Hengelo |
|                     |                                    |                                   |                                               |                                              |

### Finale
|                                     |                                        |                  |                          |                                                                              |
| 13 mei 2015 19:00 Finale KNVB Beker | FC Twente*                             | 3 – 2 (2 – 0)    | AFC Ajax                 | Kyocera Stadion, Den Haag Toeschouwers: 3.000 Scheidsrechter: Vivian Peeters |
| 13 mei 2015 19:00 Finale KNVB Beker | Van de Sanden 14' Roord 45' Jansen 87' | Wedstrijdverslag | 63' De Ridder 89' Zeeman | Kyocera Stadion, Den Haag Toeschouwers: 3.000 Scheidsrechter: Vivian Peeters |

| FC Twente | AFC Ajax |

| FC Twente:     |    |                       |     |
|                |    |                       |     |
| GK             | 1  | Sari van Veenendaal   |     |
| RB             | 2  | Maud Roetgering       |     |
| CB             | 3  | Danique Kerkdijk      | 74' |
| CB             | 18 | Larissa Wigger        |     |
| LB             | 21 | Felicienne Minnaar    |     |
| CM             | 6  | Marthe Munsterman     |     |
| CM             | 9  | Anouk Dekker          |     |
| AM             | 14 | Jill Roord            |     |
| RW             | 7  | Shanice van de Sanden |     |
| CF             | 17 | Ellen Jansen          |     |
| LW             | 10 | Maayke Heuver         |     |
| Wisselspelers: |    |                       |     |
| GK             | 22 | Kim van der Werff     |     |
| DF             | –  | Niet bekend           |     |
| MF             | 29 | Laika Boerrigter      |     |
| MF             | 30 | Zoï van de Ven        |     |
| FW             | 19 | Judith Westervelt     |     |
| FW             | 8  | Betty Anane           |     |
| FW             | 11 | Veronica Napoli       | 74' |
| Coach:         |    |                       |     |
| Arjan Veurink  |    |                       |     |

| AFC Ajax:      |    |                             |     |
|                |    |                             |     |
| GK             | 16 | Laura Du Ry                 |     |
| RB             | 2  | Liza van der Most           |     |
| CB             | 6  | Anouk Hoogendijk            |     |
| CB             | 5  | Petra Hogewoning            |     |
| LB             | 25 | Merel van Dongen            | 58' |
| CM             | 8  | Tessel Middag               |     |
| CM             | 10 | Desiree van Lunteren        |     |
| CM             | 21 | Inessa Kaagman              |     |
| RW             | 12 | Eshly Bakker                |     |
| CF             | 21 | Chantal de Ridder           | 88' |
| LW             | 7  | Marlous Pieëte              | 80' |
| Wisselspelers: |    |                             |     |
| GK             | 1  | Marieke Ubachs              |     |
| DF             | 4  | Daphne Koster               | 88' |
| DF             | 15 | Lauren Delleman             |     |
| DF             | 18 | Suzanne Marees              |     |
| MF             | 17 | Kelly Zeeman                | 58' |
| FW             | 9  | Mandy Versteegt             | 80' |
| FW             | 24 | Marjolijn van den Bighelaar |     |
| Coach:         |    |                             |     |
| Ed Engelkes    |    |                             |     |

| KNVB Beker 2014/15  |
| ------------------- |
| FC Twente 2de titel |

### Statistieken

#### Doelpuntenmakers
* Vanaf de kwartfinales
| #                | Naam                 | Club             | Goal |
| ---------------- | -------------------- | ---------------- | ---- |
| 1.               | Kirsten Koopmans     | SC Telstar VVNH  | 5    |
| 2.               | Linda Bakker         | SC Telstar VVNH  | 3    |
| 2.               | Renate Jansen        | ADO Den Haag     | 3    |
| 2.               | Lineth Beerensteyn   | ADO Den Haag     | 3    |
| 2.               | Marlous Pieëte       | AFC Ajax         | 3    |
| 2.               | Ellen Jansen         | FC Twente        | 3    |
| 7.               | Inessa Kaagman       | AFC Ajax         | 2    |
| 7.               | Franca van de Kuilen | ADO Den Haag     | 2    |
| 7.               | Joyce Mijnheer       | PEC Zwolle       | 2    |
| 7.               | Sylvia Smit          | sc Heerenveen    | 2    |
| 7.               | Priscilla de Vos     | SC Telstar VVNH  | 2    |
| 7.               | Jill Roord           | FC Twente        | 2    |
| Eigen doelpunten |                      |                  |      |
| #                | Naam                 | Club             | Goal |
| 1.               | Joyce Overkleeft     | SC Buitenveldert | 1    |

| #  | Naam                  | Club             | Goal |
| -- | --------------------- | ---------------- | ---- |
| 7. | Diede Baghus          | RKHVV            | 1    |
| 7. | Maxime Bennink        | Jong FC Twente   | 1    |
| 7. | Frédérique Bonink     | SC Buitenveldert | 1    |
| 7. | Dominique Bruinenberg | SC Telstar VVNH  | 1    |
| 7. | Sharon Bruinenberg    | PEC Zwolle       | 1    |
| 7. | Charissa Burgwal      | sc Heerenveen    | 1    |
| 7. | Sylke Calleeuw        | PSV/FC Eindhoven | 1    |
| 7. | Nadia Coolen          | PSV/FC Eindhoven | 1    |
| 7. | Yvette van Daelen     | PEC Zwolle       | 1    |
| 7. | Yana Daniëls          | FC Twente        | 1    |
| 7. | Daniëlle van de Donk  | PSV/FC Eindhoven | 1    |
| 7. | Rebecca Doejaaren     | PEC Zwolle       | 1    |

| #  | Naam                         | Club            | Goal |
| -- | ---------------------------- | --------------- | ---- |
| 7. | Manuela Grootenboer          | RVVH            | 1    |
| 7. | Stefanie van der Gragt       | SC Telstar VVNH | 1    |
| 7. | Claudia van den Heiligenberg | AFC Ajax        | 1    |
| 7. | Maayke Heuver                | FC Twente       | 1    |
| 7. | Sharella Hunt                | RVVH            | 1    |
| 7. | Jitske Jansen                | Oranje Nassau   | 1    |
| 7. | Michaela Johnsson            | sc Heerenveen   | 1    |
| 7. | Simone Kets                  | sc Heerenveen   | 1    |
| 7. | Melanie Kok                  | Jong FC Twente  | 1    |
| 7. | Nathalie Kothai              | Oranje Nassau   | 1    |
| 7. | Desiree van Lunteren         | AFC Ajax        | 1    |
| 7. | Alex Melin                   | AFC Ajax        | 1    |

| #  | Naam                  | Club            | Goal |
| -- | --------------------- | --------------- | ---- |
| 7. | Tessa Oudejans        | ADO Den Haag    | 1    |
| 7. | Loïs Oudemast         | AFC Ajax        | 1    |
| 7. | Nikki de Roest        | RVVH            | 1    |
| 7. | Maud Roetgering       | FC Twente       | 1    |
| 7. | Babiche Roof          | SC Telstar VVNH | 1    |
| 7. | Vanessa Susanna       | SV Saestum      | 1    |
| 7. | Vesna Veltrop         | ADO Den Haag    | 1    |
| 7. | Michelle Vrieling     | ADO Den Haag    | 1    |
| 7. | Shanice van de Sanden | FC Twente       | 1    |
| 7. | Chantal de Ridder     | AFC Ajax        | 1    |
| 7. | Kelly Zeeman          | AFC Ajax        | 1    |

#### Deelnemers per ronde
De deelnemers per ronde zijn:
| Deelnemerscategorie | Ronde 1  | Tussenronde | Achtste finale | Kwartfinale | Halve finale | Finale   | Winnaar  |
| ------------------- | -------- | ----------- | -------------- | ----------- | ------------ | -------- | -------- |
| BeNe League         | (bye)    | (bye)       | 7 (44%)        | 7 (87,5%)   | 4 (100%)     | 2 (100%) | 1 (100%) |
| Topklasse           | 12 (32%) | 2 (100%)    | 8 (50%)        | 1 (12,5%)   | 0 (0%)       | 0 (0%)   | 0 (0%)   |
| Hoofdklasse         | 25 (68%) | 0 (0%)      | 1 (6%)         | 0 (0%)      | 0 (0%)       | 0 (0%)   | 0 (0%)   |
| Totaal              | 37       | 2           | 16             | 8           | 4            | 2        | 1        |

## Districtsbekers Categorie A
| Datum                                | Thuisclub               | uitslag     | Uitclub         |
| Kwartfinale                          | Kwartfinale             | Kwartfinale | Kwartfinale     |
| ------------------------------------ | ----------------------- | ----------- | --------------- |
| 14 februari                          | ACV                     | 4-0         | FC Wolvega      |
| 18 februari                          | Be Quick Dokkum         | 2-0         | Oranje Nassau-3 |
| 18 februari                          | ONS Sneek               | 1-2         | Oranje Nassau-2 |
| 18 februari                          | GSVV The Knickerbockers | 3-5         | SC Stiens       |
| Halve finale                         |                         |             |                 |
| 22 april                             | Oranje Nassau-2         | 6-1         | Be Quick Dokkum |
| 29 april                             | SC Stiens               | *           | ACV             |
| Finale bij Olde Veste '54, Steenwijk |                         |             |                 |
| 06 juni                              | SC Stiens               | 2-0         | Oranje Nassau-2 |

| Datum                    | Thuisclub     | uitslag     | Uitclub       |
| Kwartfinale              | Kwartfinale   | Kwartfinale | Kwartfinale   |
| ------------------------ | ------------- | ----------- | ------------- |
| 10 maart                 | HTC           | 2-5         | RKSV De Zweef |
| 11 maart                 | VV Unicum     | 0-1         | AZSV          |
| 15 maart                 | VV Witkampers | 0-5         | FC Berghuizen |
| 15 maart                 | Vv Trekvogels | 3-3 ns (?)  | Victoria Boys |
| Halve finale             |               |             |               |
| 06 april                 | RKSV De Zweef | 0-0 ns (?)  | FC Berghuizen |
| 15 april                 | AZSV          | 2-2 ns (?)  | Vv Trekvogels |
| Finale bij FC Berghuizen |               |             |               |
| 23 mei                   | FC Berghuizen | 2-0         | AZSV          |

| Datum                              | Thuisclub      | uitslag     | Uitclub      |
| Kwartfinale                        | Kwartfinale    | Kwartfinale | Kwartfinale  |
| ---------------------------------- | -------------- | ----------- | ------------ |
| 14 maart                           | VVIJ           | 2-0         | VV Maarssen  |
| 15 maart                           | VV Winkel      | 2-2 ns (?)  | FC Purmerend |
| 15 maart                           | ADO '20        | 0-5         | VV 't Goy    |
| 25 maart                           | ASV Wartburgia | 0-1         | RKVV Velsen  |
| Halve finale                       |                |             |              |
| 06 april                           | RKVV Velsen    | 6-0         | VV Winkel    |
| 15 april                           | VVIJ           | 3-1         | VV 't Goy    |
| Finale bij Legmeervogels, Uithoorn |                |             |              |
| 15 mei                             | VVIJ           | 6-0         | RKVV Velsen  |

| Datum                           | Thuisclub         | uitslag        | Uitclub           |
| Kwartfinale                     | Kwartfinale       | Kwartfinale    | Kwartfinale       |
| ------------------------------- | ----------------- | -------------- | ----------------- |
| 28 april                        | Jong ADO Den Haag | 3-0            | SVS Capelle       |
| 28 april                        | RKDEO             | 6-0            | BVV Barendrecht-2 |
| 29 april                        | SC Monster        | 5-0            | VV Zwaluwen       |
| 29 april                        | Ter Leede-2       | 9-0            | RVVH-2            |
| Halve finale                    |                   |                |                   |
| 12 mei                          | SC Monster        | 0-6            | Ter Leede-2       |
| 19 mei                          | Jong ADO Den Haag | 1-1 ns (3-1) * | RKDEO             |
| Finale bij XerxesDZB, Rotterdam |                   |                |                   |
| 30 mei                          | Ter Leede-2       | 1-1 ns (4-3)   | Jong ADO Den Haag |

| Datum                               | Thuisclub         | uitslag     | Uitclub           |
| Kwartfinale                         | Kwartfinale       | Kwartfinale | Kwartfinale       |
| ----------------------------------- | ----------------- | ----------- | ----------------- |
| 15 november                         | VV Bavel          | 2-1         | SV Smerdiek       |
| 15 november                         | OVV '67           | 3-2         | VV IJzendijke     |
| 16 november                         | VV Teisterbanders | 4-4 ns (?)  | VV Beerse Boys    |
| 18 november                         | VV DESK           | 0-3         | SteDoCo           |
| Halve finale                        |                   |             |                   |
| 28 april                            | SteDoCo           | 4-2         | VV Teisterbanders |
| 28 april                            | VV Bavel          | 2-3         | OVV '67           |
| Finale bij SV Oranje Wit, Dordrecht |                   |             |                   |
| 16 mei                              | SteDoCo           | 8-2         | OVV '67           |

| Datum                 | Thuisclub      | uitslag     | Uitclub          |
| Kwartfinale           | Kwartfinale    | Kwartfinale | Kwartfinale      |
| --------------------- | -------------- | ----------- | ---------------- |
| 16 november           | VV SNA         | 1-4         | SSE              |
| 16 november           | Festilent      | 1-2         | Venlosche Boys   |
| 14 december           | VV Amstenrade  | 1-1 ns (?)  | VV Nooit Gedacht |
| 14 december           | SSS'18         | *           | RKVVL/Polaris    |
| Halve finale          |                |             |                  |
| 15 maart              | SSE            | 0-7         | VV Nooit Gedacht |
| 15 maart              | SSS'18         | 1-3         | Venlosche Boys   |
| Finale bij NWC, Asten |                |             |                  |
| 17 mei                | Venlosche Boys | 3-1         | VV Nooit Gedacht |